# 필자유꼬리박쥐
필자유꼬리박쥐(Nyctinomops aurispinosus)는 큰귀박쥐과에 속하는 박쥐의 일종이다. 남아메리카와 중앙아메리카에서 발견된다.

## 특징
작은 박쥐로 전체 몸길이가 109~112mm이고 전완장이 47.7~48.8mm이다. 꼬리 길이는 41~49mm, 발 길이는 8~11mm, 귀 길이는 21~25mm이고 몸무게는 18.9mm이다. 등 쪽 털은 시나몬 갈색부터 올리브 갈색까지 다양한 반면에 배 쪽은 갈색빛 노랑부터 갈색빛 회색까지 띤다. 주둥이는 가늘고 길며 작은 피침형 잎코를 갖고 있다. 핵형은 2n, FNa=58이다.

## 생태
동굴과 건물에 은신한다. 먹이는 몸이 부드러운 곤충이다. 볼리비아에서 9월에 새끼를 밴 암컷이 발견된 기록이 있다.

## 분포 및 서식지
멕시코 서부와 동부 해안을 따라 단속적으로 분포하고 콜롬비아 서부와 베네수엘라 북부, 에콰도르, 페루 서부 해안, 브라질 동부와 볼리비아 중부 지역에서 발견된다. 해발 최대 1,000m 이하의 가시숲과 탈락성 숲에서 서식하고 해발 최대 3,150m 고도 지역에서 발견되기도 한다.